# Indorf (Erding)
Indorf ist ein Gemeindeteil der Kreisstadt Erding im oberbayerischen Landkreis Erding. 

## Lage
Das Kirchdorf liegt rund fünf Kilometer südöstlich von Erding. 

## Baudenkmäler
Im Ort befindet sich die Kirche St. Martin von Anton Kogler (1708). 
Am nördlichen Ortsausgang steht eine Pestsäule aus Tuff in gotischer Form (1681–98).

## Weblinks

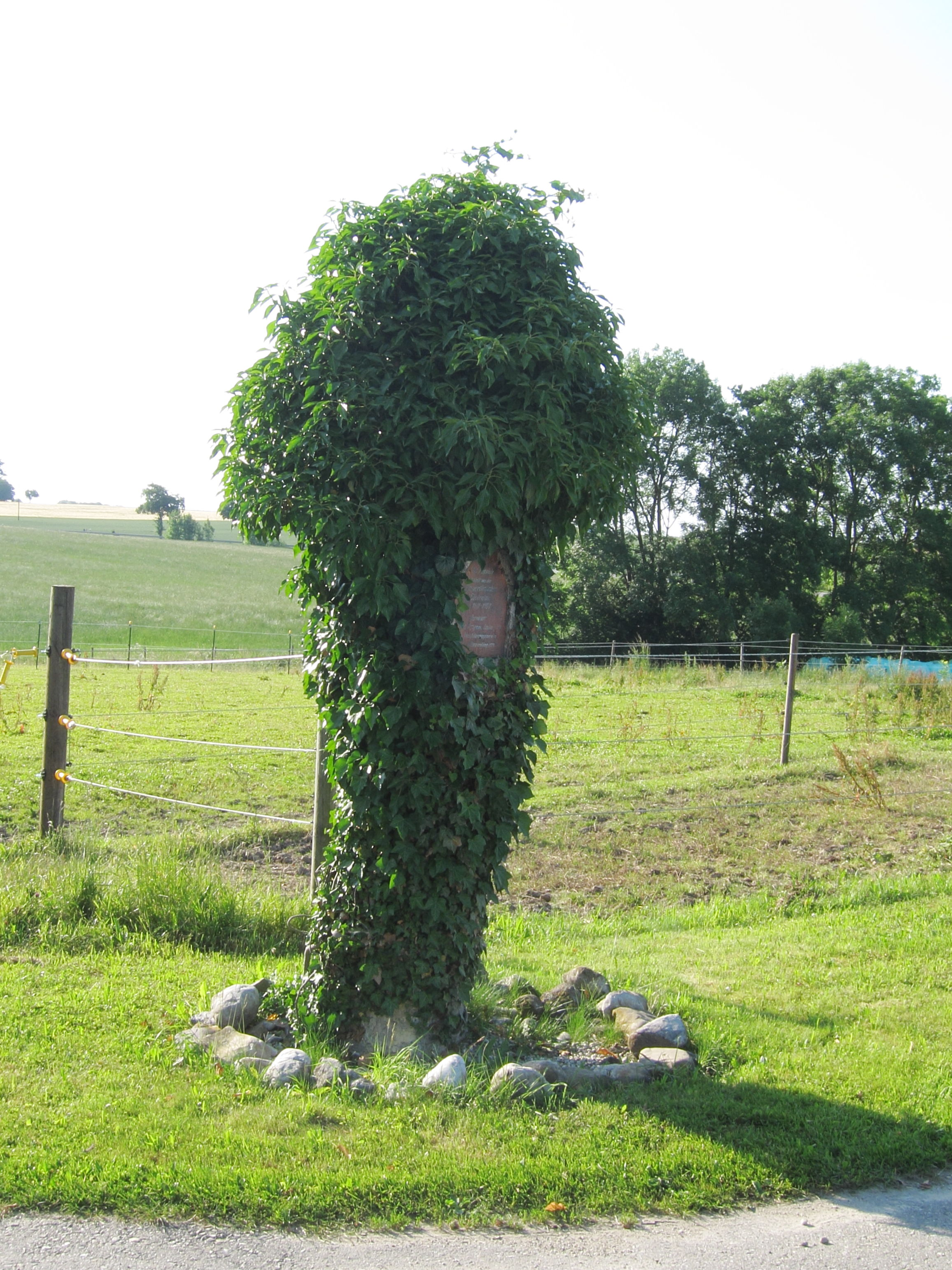
Pestsäule aus Tuff in gotischer Form (1681–98)